# Linguaglossa
Linguaglossa es una localidad italiana de la provincia de Catania, región de Sicilia, con 5507 habitantes.

Ubicación de la ciudad de Linguaglossa dentro de la provincia de Catania.

## Evolución demográfica
| Gráfica de evolución demográfica de Linguaglossa entre 1861 y 2001 |
|                                                                    |
| Fuente ISTAT - elaboración gráfica de Wikipedia                    |